# Stapeliopsis breviloba
Stapeliopsis breviloba är en oleanderväxtart som först beskrevs av Robert Allen Dyer, och fick sitt nu gällande namn av P.V. Bruyns. Stapeliopsis breviloba ingår i släktet Stapeliopsis och familjen oleanderväxter. Inga underarter finns listade i Catalogue of Life.